# Bogidiella neotropica
Bogidiella neotropica is een vlokreeftensoort uit de familie van de Bogidiellidae. De wetenschappelijke naam van de soort is voor het eerst geldig gepubliceerd in 1952 door Ruffo.